# Соскин, Олег Игоревич
Оле́г И́горевич Со́скин (укр. Олег Ігорович Соскін; род. 30 апреля 1954, Киев, УССР) — украинский политический деятель, экономист и политолог.

## Биография
Олег Игоревич Соскин родился в рабочей киевской семье. В 1961—1971 годах учился в киевских средних школах № 50 и № 154. После окончания средней школы работал слесарем на заводе, проходил службу в Советской армии. В 1975—1980 годах учился на экономическом факультете Киевского государственного университета им. Т. Шевченко, в 1980—1983 — в аспирантуре экономического факультета того же вуза. В 1984 году защитил диссертацию «Роль экспортного сектора экономики в воспроизводственном процессе развивающихся государств (на основе материалов стран–экспортёров нефти)».
В 1983—1988 годах О. Соскин преподавал на экономическом факультете Киевского госуниверситета. В 1988—1990 годах, будучи старшим преподавателем и доцентом кафедры международных отношений, преподавал в Институте политологии и социального управления (бывшая Высшая партийная школа). В 1990—1992 годах он занимал должность исполнительного директора Украинского института рыночных отношений — Центр «Рынок». В 1993—1996 годах являлся заместителем директора по науке Института мировой экономики и международных отношений НАН Украины. С 1994 года Олег Игоревич Соскин — директор организованного им самим Института трансформации общества.
О. Соскин является автором свыше 350 научных статей.

### Семья и потомки
Известно, что Соскин женат, имеет дочь.

### Советник припрезидентах
В 1992—1993 годах О. Соскин был старшим консультантом действующего президента Украины Леонида Кравчука по вопросам предпринимательства и внешнеэкономической деятельности, советником премьер-министра по макроэкономическим вопросам. В октябре 1998 — феврале 2000 годов вновь стал советником президента Украины (на этот раз Леонида Кучмы) по экономическим вопросам.

### Политическая деятельность
С 1975 по август 1991 года О. Соскин состоял в КПСС, в 1990—1991 годах был членом оргкомитета демократической платформы в Компартии Украины.
В 1994—1995 годах Олег Игоревич — член, позднее президент Либеральной партии Украины. С апреля 1996 года является председателем Украинской национальной консервативной партии.

## Взгляды
Является активным сторонником вступления Украины в НАТО. Для пропаганды этого вступления Олегом Соскиным открываются региональные «Центры евроатлантической интеграции». Сам Соскин занял пост председателя координационного совета «Общественной лиги Украина-НАТО». В 2008 году за эту агитацию в него бросил ботинок журналист одесского телеканала «АТВ».
В 2008 году назвал Россию «неразвитым и неудачным государством» и потребовал немедленного введения с ней визового режима. В 2009 году по поводу Украины, что «мы — паразитическая нация. Мы живем в стадии карнавала, который у нас не прекращается». В конце 2009 года за экономические просчёты назвал преступниками главу Национального банка Украины Стельмаха и президента Украины Виктора Ющенко, а по поводу премьерства Юлии Тимошенко высказался, что каждый день её премьерства ведёт страну и народ к полному краху.
Летом 2011 года Соскин, заявил, что «московиты украли у украинского народа язык, православную веру, название страны, а сейчас пришло время это все нам вернуть. А они должны возвратиться к своему финно-угорскому, тюркскому фундаменту». По его убеждению, «бандит Пётр I украл у Украины её генетическое название „Русь“, назвав свою империю латинскими буквами RUSSIA, которая стала называться в романо-германском мире „Раша“. А финно-угорцы трансформировали её в „Россия“».
По поводу экономической деятельности президентов Кравчука и Кучмы Соскин высказался, что «первое системное ограбление начал Кравчук — когда люди потеряли сбережения в Сбербанке. Второе ограбление осуществил лично Кучма». «Третье ограбление сделали Ющенко с Тимошенко. Это — 2008-й год… По сути, мы сегодня стоим на грани четвёртого, самого мощного ограбления украинского народа — это стопроцентно правительство Азарова — Тигипко. С одной стороны, это огромная жадность и жажда наживы, а с другой стороны, это чувство безнаказанности, и третье — это ужасающая некомпетентность».
В мае 2008 года, накануне наступления финансово-экономического кризиса на Украине, Олег Соскин называл ряд опасностей для экономики государства: иностранные по своему происхождению деньги могут быть изъяты из обращения, бездеятельность правительства по изменению основных показателей государственного бюджета по сокращению расходов (огромные социальные выплаты, особенно кампания Юлии Тимошенко по возвращению вкладов Сбербанка), наращивание государственного долга, финансовые махинации с зарубежными средствами и украинским рынком недвижимости, а также то, что Украина в целом слишком мало производит и неадекватно много потребляет.
Поддержал решение международного арбитража по территориальному спору между Украиной и Румынией об острове Змеином.

## Вооружённая агрессия против Украины
Ещё до начала вооружённой агрессии против Украины российские СМИ публиковали резко критические заявления Соскина с его Youtube-канала в отношении руководящих лиц Украины. С началом войны его точку зрения постоянно публикует ряд российских СМИ, в частности, «Московский комсомолец».